# Melyroidea
Melyroidea är ett släkte av kackerlackor. Melyroidea ingår i familjen Polyphagidae.
Kladogram enligt Catalogue of Life:
| Melyroidea | \| \| Melyroidea magnifica \| \| \| \| \| \| Melyroidea mimetica \| \| \| \| |
|            | \| \| Melyroidea magnifica \| \| \| \| \| \| Melyroidea mimetica \| \| \| \| |
|            | Melyroidea magnifica                                                         |
|            |                                                                              |
|            | Melyroidea mimetica                                                          |
|            |                                                                              |